# North Mankato, Minnesota
North Mankato, Minnesota là một thành phố nằm ở các quận Nicollet và Blue Earth thuộc tiểu bang Minnesota, Hoa Kỳ. Thành phố có diện tích 12,4  km² với diện tích nước mặt là 0,2  km²,  dân số theo ước tính năm 2009 của Cục điều tra dân số Hoa Kỳ là 12.666 người.